# Asteroceras stellare
Asteroceras stellare es una especie extinta de cefalópodo de la subclase Amonita y la familia Arietitidae.
Estos carnívoros nectónicos de rápido movimiento vivieron durante el período Jurásico inferior, hace alrededor de 196,5 a 189,6 millones de años.

## Descripción
Asteroceras stellare tiene un caparazón que alcanza un diámetro de unos 90 centímetros (35 pulgadas ).

## Distribución
Los fósiles de esta especie se pueden encontrar en el Jurásico de Alemania, Hungría y Reino Unido.